# Det gamle Egypten
Det gamle Egypten betegner som regel perioden i Egyptens historie fra ca. 3300 f. Kr. til Alexander den Stores erobring af Egypten i 332 f. Kr. Værktøj og andre arkæologiske fund viser, at der har levet mennesker i Nildalen i mere end 60.000 år. Omkring 3300 f.Kr. dukker en dominerende politisk og religiøs kultur op. Kort tid herefter erobrede Menes, der betragtes som den første historiske konge, Nildeltaet og det smalle stykke opdyrkede land langs med Nilen og forenede Øvre Egypten (med den høje hvide kongekrone) og Nedre Egypten (med den lave røde kongekrone). Forudfor menes har der muligvis været en kong Skorpion, hvis hovedstad skulle have ligget i nærheden af byen Abydos. Dette er begyndelsen på Det gamle Rige.
Ægyptens eget gamle navn i antikken var km.t. Dette navn bliver almindeligvis vokaliseret Kemet, men blev sandsynligvis udtalt [kuːmat] i Det gamle Egypten. Med hieroglyffer
| km | m | t · O49 |

Kemet betyder "sort land" og henfører til den frodige sorte jord langs nilen.
Historikerne opdeler almindeligvis den egyptiske civilisation i:
- Den prædynastiske periode
- Tidlig dynasti periode – 1.-2. dynasti, 3000-2686 f.Kr.(Iflg. Ian Shaw)
- Det gamle Rige – 3.-6. dynasti, 2686-2181 f.Kr.(Iflg. Ian Shaw)
- Det mellemste Rige – 12.-14. dynasti, 1985-1640 f.Kr.(1985 iflg. Ian Shaw)
- Det nye Rige – 18.-19. dynasti, 1550-1186 f.Kr.(1186 iflg. Ian Shaw)

Mellem de tre sidstnævnte perioder findes hhv. Første Mellemperiode (9.-11. dynasti) og Anden Mellemperiode (15.-17. dynasti). I disse mellemperioder er landet svagt og uden autoritet og ofte delt. Efter disse perioder kommer
- Den sene Periode
- Persertiden
- Den græsk-romerske Periode – 340 f.Kr. – 30 (efter Alexanders erobring)
  - Ptolemaios-dynastiet - varede i 275 år, fra 305 f.Kr. til 30 f.Kr.

Der hersker blandt forskere nogen uenighed om datering af de egyptiske dynastier og deres faraoer. Igennem mere end 3000 år regeres Egypten af skiftende slægter, omfattende 31 dynastier. Almindeligvis anvendes den kronologi, som er udarbejdet af den egyptiske præst Manethon omkring år 300 f.Kr.. Tidligere har Egypten bestået af mange, små bysamfund hver med deres egen høvding. Denne artikel begynder omkring det tidspunkt, hvor Øvre Egypten erobrer Nedre Egypten (Nildeltaet mv.) og samler landet til ét rige.

## Det gamle Rige, 3.-6. dynasti
Den første store egyptiske kulturperiode, som varer fra ca. 2700 f.Kr. – 2200 f.Kr., omfatter 3. til 6. dynasti. Menes, (grundlæggeren af føste dynasti) grundlægger hovedstaden Memphis (Menefre), som bliver centrum for mange aktiviteter. I denne gyldne periode opfindes hieroglyfferne, der udarbejdes en kalender, der udføres folketællinger, lægekunsten gør store fremskridt, og kulturen blomstrer. Vandingskanaler etableres, vedligeholdes og udbygges. Gravformen udvikler sig fra simple stenstuer til imponerende monumenter, mastabaer (det arabiske ord for bænk). Præsterne forsøger at få styr på den kaotiske samling af guder og gudinder og definerer den egyptiske religion. Senere har vi indset, at dette Egypten kommer til at fungere som "Civilisationens moder". Farao begynder at opbygge et effektivt bureaukrati til at varetage byggeprojekter, skatteopkrævning mm. Landet inddeles i provinser. Det er i denne periode, at de første pyramider bliver bygget.
Under det 3. dynasti bygger den fremragende arkitekt Imhotep et imponerende gravanlæg i Sakkara for kong Djoser. Det indeholder den første trinpyramide. Under det 4. dynasti bygges de største egyptiske pyramider: Snofrus tre ved Meidum og Dahshur , og de gigantiske pyramider for faraoerne Kheops og Khefren på Gizaplateauet. Man begynder at bygge de første søgående fartøjer for at drive handel med sine naboer. Under det 5. og 6. dynasti vokser embedsmændenes magt. Det gamle Riges periode afsluttes med farao Pepi II, som kommer på tronen som 6-årig og først går af ved sin død som 100-årig. Fra det 5. dynasti er farao ikke længere en inkarnation af falkeguden Horus, men søn af solguden Ra. Det hænger sammen med, at Ra, som hidtil har været en lokal gud i Heliopolis, bliver overgud for hele riget.

## Den første Mellemperiode, 7.-10. dynasti
Nu følger en periode på et par hundrede år (2186-2025 f.Kr.), hvor landet er svagt og forarmet, muligvis på grund af de store pyramidebyggerier. De svage faraoer formår ikke at vedligeholde vandingskanalerne. Det resulterer i hungersnød og oprør. Der er magtkampe, og landet deles. En del bliver endog besat af fremmede. Herakleopolis (Ben Suef) er landets hovedstad.

## Det mellemste Rige, 11.-14. dynasti
Det mellemste Rige fra ca. 2025 f.Kr. – 1784 f.Kr. er en veritabel renæssanceperiode, som udvikler sig under det 11. dynasti. Efter en række borgerkrige besejrer Mentuhetep af fyrsteslægten i --Theben sine rivaler til magten og forener de to riger igen. Rigets hovedstad flyttes til Theben. Den lokale gud i Theben, Amon, smelter sammen med Ra og får navnet Amon-Ra. Den egyptiske kultur og arkitektur blomstrer. Faraonerne, som i en periode skiftevis bærer navnene Sesostris og Amenemhet, er dygtige administratorer. I den periode udvides rigets magt til Nubien (Sudan) og Palæstina, og man begynder at udnytte minerne i Sinai.

## Den anden Mellemperiode
Omkring år 1700 f.Kr. løsriver nogle af provinserne sig, og landet bliver igen delt. Fra Asien kommer en invasion af det såkaldte Hyksos-folk, som regerer i den nordlige del af Egypten i næsten 150 år. Egypten stifter bekendtskab med tidens moderne våben, hesten og stridsvognen. Egypterne lærer disse våben så godt at kende, at de fordriver Hyksos-folket og jager dem til Syrien, hvor de bliver endeligt slået af Thutmosis III. Hermed er grunden lagt til de næste 400 års glansperiode.

## Det nye Rige
Perioden fra ca. 1570 f.Kr. – 1070 f.Kr. med tre dynastier og over 30 herskere bringer mange erobringer, og Egypten er nu en stormagt. De krigeriske faraoer etablerer militærposter fra Palæstina og langt ned i Nubien, hvilket gør en ende på mange års politisk og kulturel isolation. Indvandrere får Egyptens befolkningstal til at stige voldsomt, og de fremmede bringer nye sæder og skikke til landet. Amenophis I gør Theben til hovedstad og påbegynder opførelse af et enormt tempel for guden Amon i Karnak. Da kongen ikke efterlader sig nogen tronarving, går kongemagten over til general Tutmosis I, som er gift med en prinsesse. Han udvider rigets grænser til den tredje katarakt. I 1520 f.Kr. kommer en vistnok uægte søn af Tutmosis på tronen, Tutmosis II. Han er gift med prinsesse Hatshepsut, som også er hans halvsøster. Det var snarere reglen end undtagelsen at farao giftede sig med sin søster. Da han dør i 1505 f.Kr., bliver Hatshepsut værge for sin stedsønn, Tutmosis III. Hatshepsut er så glad ved sin værdighed som farao, at hun regerer i 22 år for stedsønnen. Det har han næppe været helt tilfreds med, for efter stedmoderens død sørger han for at slette alle mindesmærker efter hende.
Ikke kun kongernes magt vokser, men også Amon-præsterne i Theben styrkes i en sådan grad, at de næsten bliver rivaler til kongemagten. Amenophis III indfører derfor en konkurrerende kult omkring den gamle solgud, som han omdøber til Aton. Sønnen Amenophis IV går endnu længere og ændrer sit navn til Akhnaton, Atons tjener, afskaffer den gamle statsreligion og bygger en ny hovedstad, Akhetaton ca. 300 km syd for Kairo rigt udstyret med templer og paladser. Han støttes heri af sin dronning Nefertiti. Han efterfølges af nevøen og svigersønnen Tutankhaton, som kun er en stor dreng, da han kommer på tronen. Amon-præsterne i Theben "sætter sig på ham", ændrer hans navn til Tutankhamon. Han dør i 1336 f.Kr. efter ni år på tronen og kun 18 år gammel. Han er ikke berømt på grund af sine bedrifter, men alene som følge af, at hans næsten uberørte grav blev fundet i Kongernes Dal i 1922. Hovedstaden flyttes igen til Theben, som blomstrer under Seti I og hans søn, den berømte Ramses II, som er mest kendt for, at han slog Hittitterne i i slaget ved Kadesh. Omkring 1200 f.Kr., efter Ramses III's død, begynder det at gå tilbage for Egypten, som må afgive magten over Nubien og Palæstina. Kongens magt bliver svagere på bekostning af præsternes. Der udbryder borgerkrig og mange kæmper om magten. Ca. 800 f.Kr. bliver den nubiske konge Kashta hersker over Øvre-egypten.

## Persertiden
Persiske invasionsstyrker besatte Egypten i det sjette århundrede f.Kr. indtil 332 f.Kr. hvor Alexander den Stores styrker satte en stopper for det persiske herredømme. Efter hans død i 323 f.Kr. delte Alexanders generaler hans imperium. Ptolemæus indtog Egypten og udråbte sig selv til farao og grundlagde dermed Egyptens sidste dynasti.

## Den græsk-romerske Periode
Det ptolemæiske Egypten var en af stormagterne i den hellenistiske verden; af og til bredte dets herredømme sig over dele af Syrien, Lilleasien, Cypern, Libyen, Fønikien og andre lande. Under ptolemæerne blev Alexandria et kulturelt og intellektuelt center i den gamle verden. Der var flere ptolemæiske prinsesser ved navn Kleopatra, men den kendte var Kleopatra VII. Som 17-årig blev hun gift med sin yngre broder, Ptolemæus XII. Men med Cæsars hjælp lykkedes det Kleopatra at få væltet ham fra tronen, hvorefter hun giftede sig med en anden broder. Hun fulgte den sejrende Cæsar til Rom. Efter Cæsars død kom Marcus Antonius til Egypten, og også han blev tryllebundet af den egyptiske dronning, som regerede sammen med sønnen Cæsarion, som bar navnet Ptolemæus XIV. Efter nederlaget ved Actium i år 30 f.Kr. til den unge Octavian begik Kleopatra selvmord, mens Octavian blev Roms første kejser under navnet Augustus. Hermed sluttede den ptolemæiske linje.
I næsten syv århundreder efter Kleopatras død kontrollerede romerne Egypten. De behandlede landet som en værdifuld kilde til rigdom og profit og var afhængige af dets kornforsyninger. Da den romerske kejser Konstantin kom til magten, konverterede han til kristendommen; i 313 e.Kr. gav han kejserlig stadfæstelse af den kirkelige doktrin. Den nye romerske ortodoksi var på mange måder i uoverensstemmelse med den etablerede kristendom i Egypten, kendt som "koptisk" kristendom. Der opstod religiøse konflikter. Til sidst udskilte kopterne sig og udpegede deres egen patriark i Alexandria.